# Leucania pallens
Leucania pallens là một loài bướm đêm trong họ Noctuidae.